# Wessel Gansfort

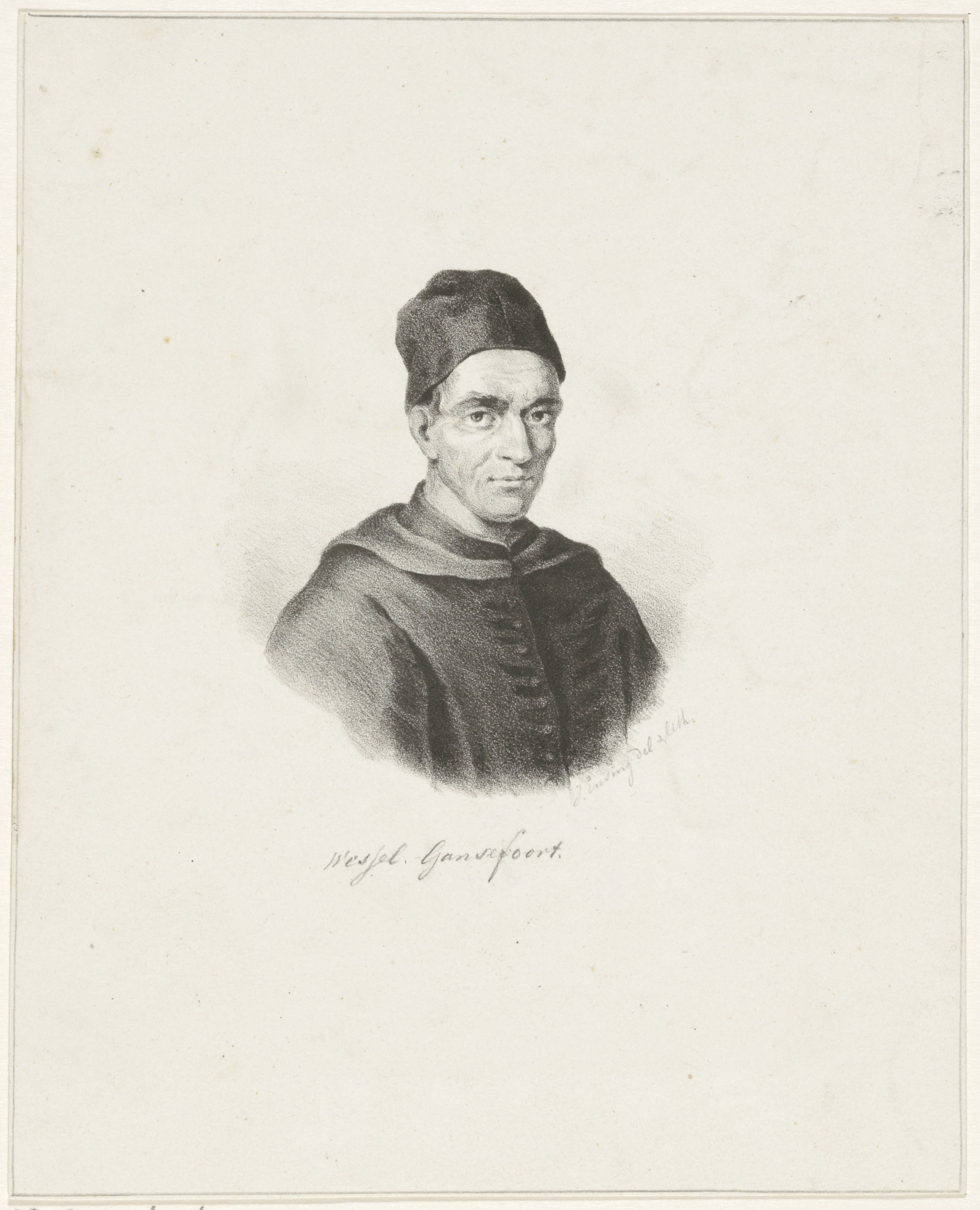
Wessel Gansfort, litografi från 1800-talet.

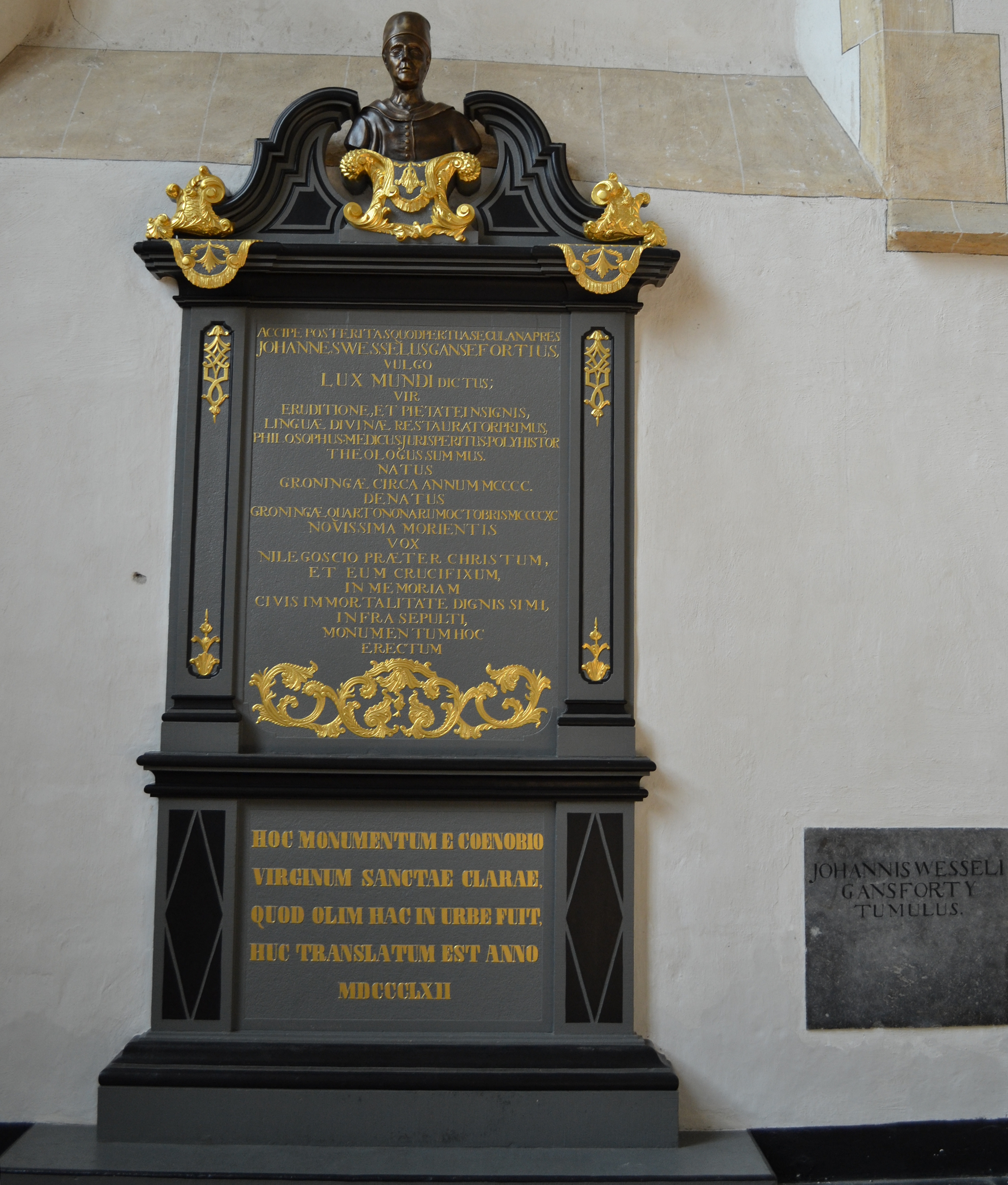
Epitafium över Wessel Gansfort i Groningen.

Wessel Gansfort, född 1419, död 4 oktober 1489, var en holländsk mystiker och teolog.
Gansfort tillhörde Det gemensamma livets bröder och räknas, genom sin kritik av åtskilliga av romersk-katolska kyrkans dogmer och genom sitt betonande av rättfärdiggörelsen genom tro, som en av reformationens föregångare.